# Forțele Terestre ale Republicii Moldova
Forțele Terestre ale Republicii Moldova constituie armata terestră a Armatei Naționale a Republicii Moldova.

## Istorie
La începutul anului 1994, forțele terestre din cadrul Armatei Naționale (din cadrul Ministerului Apărării) constau din 9,800 de militari, organizați în trei brigăzi motorizate, o brigadă de artilerie, și un batalion de recunoaștere/atac. Echipamentul său era constituit din 56 de rachete balistice, 77 TBT-uri și 67 transportatoare ușoare; 18 tractate de artilerie de 122 mm, 53 de 152 mm și 9 de 120 mm; 70 9K111 Fagot, 19 9M113 Konkurs, 27 de arme antitanc 9K114 Șturm, un SPG-9, 45 de tunuri antitanc MT-12 de 100 mm fiecare, 30 ZU-23-2 de 23 mm și 12 AZP S-60] (armă de apărare aeriană) de 57 mm. Republica Moldova a primit o cantitate de armament din fostele stocuri sovietice menținute pe teritoriul republicii, precum și cantități nedeterminate de arme provenite din România, în special în timpul luptelor din Transnistria.
În anii 2006 - 2007, armata a fost redusă până la 5,710 militari, inclusiv trei brigăzi motorizate, o brigadă de artilerie, o brigadă independentă și un batalion de geniști, plus o unitate de pază independentă. Echipamentul includea 44 BMD-1, și 266 TBT-uri, inclusiv 91 BTR-60, precum și 227 de piese de artilerie. 
În 2010, armata a fost redusă din nou până la 5,148 militari (3,176 de militari profesioniști și 1,981 militari în termen), plus 2,379 de  paramilitari. Forța de rezervă este constituită din 66.000 de soldați. Echipamentul include 44 AIFV-uri, 164 TBT-uri, 148 piese de artilerie, 117 rachete antitanc, peste 140 de arme fără recul, 36 de arme antitanc tractate și 37 tunuri antiaeriene.
Procesul de decimare a armate naționale a luat sfârșit in 2014 atunci sa inceput să se repare tehnica și să se aducă în stare funcțională în prezent armate are un buget de 35 milioane de dolari 0.33% din pib  forțele armate ale Republicii Moldova includ 5100 militari activi și 60.000 militari de rezerva că tehnica 90% este de tip sovietic  in dotare armatei sunt  341 blindate dintre care majoritatea sunt sovietice cu excepția a 88 mașini Humvee donate de armată statelor Unite în urma unui mic program in care statele unite oferă sprijin armatei naționale armata mai dispune de 52 de piese de artilerie tractata  ( la începutul lui 90 erau peste 300) 9 piese de artilerie auto-propulsată 2s9 nona și 11 lansatoare de rachete uragan, lansatoarele Uragan erau peste 30 și peste o mie de rachete armata le-a distrus în 2006 au fost distruse ultimele 3, de asemenea armata mai dispune de 16 lansatoare s125, Armata Republicii Moldova în prezent se menține cu fonduri și donati  din partea României, SUA și altor state membre NATO.

## Structură

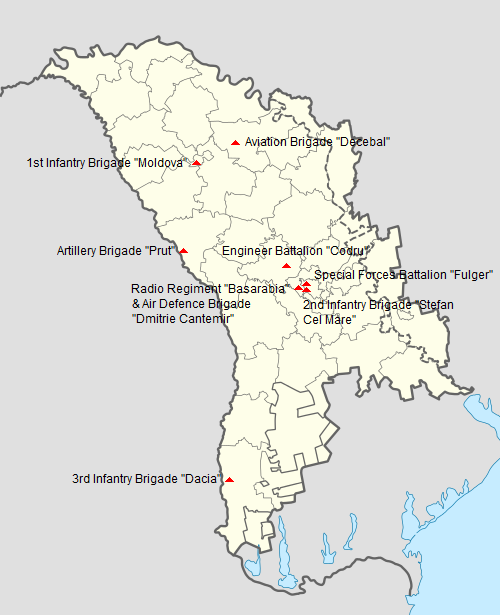
Amplasarea unităților militare ale Forțelor Terestre ale RM

- Brigada 1 Infanterie Motorizată „Moldova” – „Bălți”
- Brigada 2 Infanterie Motorizată „Ștefan Cel Mare” – Chișinău
- Brigada 3 Infanterie Motorizată „Dacia” – Cahul
- Brigada de artilerie „Prut” – Ungheni
- Batalionul independent de ingineri „Codru”
- Regimentului de rachete antiaeriene „Dimitrie Cantemir”
- Regimentul independent de radiolocație „Basarabia”
- Batalionul de forțe speciale „Fulger”
- Garda de onoare

## Fortele terestre ale Republicii Moldova

### Echipament de infanterie
| Model                             | Tip                | Tip                                   | Origine                    | Detalii                           | În folosință                            | În folosință                                    |
| --------------------------------- | ------------------ | ------------------------------------- | -------------------------- | --------------------------------- | --------------------------------------- | ----------------------------------------------- |
| SSh-68                            | cască de luptă     | cască de luptă                        | Uniunea Sovietică          |                                   | Folosite de Armată                      | Folosite de Armată                              |
| PASGT                             | cască de luptă     | cască de luptă                        | Statele Unite ale Americii | Operațional                       | Folosite de Forțele speciale            | Folosite de Forțele speciale                    |
| STSh-81                           | cască de luptă     | cască de luptă                        | Uniunea Sovietică          | Operațional                       | Folosite de Forțele speciale si Poliție | Folosite de Forțele speciale si Poliție         |
| MASKA-1                           | cască de luptă     | cască de luptă                        | Uniunea Sovietică          | Operațional                       | Folosite de Forțele spciale             | Folosite de Forțele spciale                     |
| PMG                               | mască de gaze      | mască de gaze                         | Uniunea Sovietică          | Operațional                       | Folosite de Forțele spciale             | Folosite de Forțele spciale                     |
| PG-1                              | mască de gazeluptă | mască de gazeluptă                    | Uniunea Sovietică          | Operațional                       | Folosite de Forțele spciale             | Folosite de Forțele spciale                     |
| Flak jacket                       | vestă de protectie | vestă de protectie                    | Statele Unite ale Americii | Operațional                       | Folosite de armată                      | Folosite de armată                              |
| Interceptor body armor            | vestă de protectie | vestă de protectie                    | Statele Unite ale Americii | Operațional                       | Folosite de Forțele speciale            | Folosite de Forțele speciale                    |
| M81 Woodland                      | camuflaj           | camuflaj                              | Statele Unite ale Americii | Operațional                       |                                         |                                                 |
| Armament de infanterie            |                    |                                       |                            |                                   |                                         |                                                 |
| Model                             | Imagine            | Tip                                   | Origine                    | Versiune                          | Detalii                                 | În folosință                                    |
| TT pistol                         |                    | pistol semiautomatic                  | Uniunea Sovietică          | TT-33                             | Operațional                             | Folosite de armată                              |
| PM                                |                    | pistol semiautomatic                  | Uniunea Sovietică          | Makarov PM                        | Operațional                             | Folosite de armată, Forțele speciale si Poliție |
| AK-74                             |                    |                                       | Uniunea Sovietică          | AK-74, AKS-74, AKS-74U            | Operațional                             | Folosite de armată, Forțele speciale si Poliție |
| AKM                               |                    | pușcă de asalt                        | Uniunea Sovietică          | AKM, AKMS                         | Operațiomal                             | Folosite de armată, Forțele speciale            |
| Pistol Mitralieră model 1963/1965 |                    | pușcă de asalt                        | România                    | Pistol Mitralieră model 1963/1965 | Operațional                             | Folosite de armată, si poliție                  |
| PM md. 64                         |                    | pușcă mitralieră                      | România                    | PM md. 64                         | Operațional                             | Folosite de armată, Forțele speciale si Poliție |
| PK machine gun                    |                    | mitralieră                            | Uniunea Sovietică          | PK                                | Operațional                             | Folosite de armată, Forțele speciale si Poliție |
| RPK                               |                    | pușcă mitralieră                      | Uniunea Sovietică          | RPK                               | Operațional                             | Folosite de armată, Forțele speciale si Poliție |
| Dragunov SVD                      |                    | pușcă cu lunetă                       | Uniunea Sovietică          | SVD                               | Operațional                             | Folosite de armată, Forțele speciale si Poliție |
| PSL                               |                    | pușcă cu lunetă                       | România                    | PSL                               | Operațional                             | Folosite de armată, Forțele speciale si Poliție |
| GP-25                             |                    | lansator de grenade                   | Uniunea Sovietică          | GP-25                             | Operațional                             | Folosite de armată, Forțele speciale            |
| RPG-7                             |                    | lansator de grenade                   | Uniunea Sovietică          | RPG-7                             | Operațional                             | Folosite de armată, Forțele speciale            |
| AG-7                              |                    | lansantor de grenade                  | România                    | AG-7                              | Operațional                             | Folosite de armată, Forțele speciale si Poliție |
| F1                                |                    | grenadă de mană                       | Uniunea Sovietică          | F1                                | Operațional                             | Folosite de armată, Forțele speciale si Poliție |
| RGD-5                             |                    | grenadă de mană                       | Uniunea Sovietică          | RGD-5                             | Operațional                             | Folosite de armată, Forțele speciale            |
| MON-50                            |                    | mină antipersonal                     | Uniunea Sovietică          | MON-50                            | Operațional                             | Folosite de armată si Forțele speciale          |
| TM-46                             |                    | mină antitanc                         | Uniunea Sovietică          | TM-46                             | Operațional                             | Folosite de armată si Forțele speciale          |
| Zarya Stun Grenade                |                    | grenadă de paralizare                 | Uniunea Sovietică          | Zarya Stun Grenade                | Operațional                             | Folosite de armată, Forțele speciale si Poliție |
| Vehicule blindate                 |                    |                                       |                            |                                   |                                         |                                                 |
| Model                             | Imagine            | Tip                                   | Origine                    | Versiune                          | Numar                                   | Detalii                                         |
| BMD-1                             |                    | Mașină de luptă a infanteriei         | Uniunea Sovietică          | BMD-1P                            | [ 5 ]                                   | Operațional                                     |
| BTR-D                             |                    | Transportor blindat pentru trupe      | Uniunea Sovietică          | BTR-D                             | [ 5 ]                                   | Operațional                                     |
| BTR-80                            |                    | Transportor blindat pentru trupe      | Uniunea Sovietică          | BTR-80, ZS-88                     | [ 5 ]                                   | Operationale                                    |
| BTR-70                            |                    | Transportor blindat pentru trupe      | Uniunea Sovietică          | BTR-70                            |                                         | Operaționale in zona de securitate              |
| BTR-60PB                          |                    | Transportor blindat pentru trupe      | Uniunea Sovietică          | R-145, 1V18, 1V19                 |                                         | Operațional                                     |
| HMMWV                             |                    | Vehicul blindat cu multiple utilizări | Statele Unite ale Americii |                                   |                                         | Operațional,donate în ani 2014-2015             |
| TAB                               |                    | Transportor blindat pentru trupe      | România                    | TAB-71M                           | [ 5 ]                                   | Operațional                                     |
| MT-LB                             |                    | Vehicul blindat cu multiple utilizări | Uniunea Sovietică          | MT-LB-AT, RKhM, SNAR-10, 1L259;   | [ 5 ]                                   | Operațional                                     |
| Camioane                          |                    |                                       |                            |                                   |                                         |                                                 |
| Model                             | Imagine            | Tip                                   | Origine                    | Versiune                          | Numar                                   | Detalii                                         |
| Gaz 66                            |                    | Autocamion                            | Uniunea Sovietică          | Gaz-66                            |                                         | Operațional                                     |
| M35 series                        |                    | Autocamion                            | Statele Unite ale Americii | M35 2½-ton                        |                                         | Operațional, donate de catre Guvernul SUA       |
| Zil 131                           |                    | Autocamion                            | Uniunea Sovietică          | Zil-131                           |                                         | Operațional                                     |
| Lansatoare de rachete portabile   |                    |                                       |                            |                                   |                                         |                                                 |
| Model                             | Imagine            | Tip                                   | Origine                    | Versiune                          | Numar                                   | Detalii                                         |
| 9K111 Fagot                       |                    | ATGM                                  | Uniunea Sovietică          | 9K111 Fagot                       | [ 5 ]                                   | Operațional,montate pe bmd-1 și MT-LB           |
| BRDM-2                            |                    | vehicul ATGM                          | Uniunea Sovietică          | 9P148                             |                                         | Operaționale                                    |
| MT-LB                             |                    | vehicul ATGM                          | Uniunea Sovietică          | 9P149                             |                                         | Operationale                                    |
| 9K115 Metis                       |                    | ATGM                                  | Uniunea Sovietică          | 9K115 Metis                       |                                         | Operațional                                     |
| 9M113 Konkurs                     |                    | ATGM                                  | Uniunea Sovietică          | 9M113                             | [ 5 ]                                   | Operațional                                     |
| 9K114 Shturm                      |                    | ATGM                                  | Uniunea Sovietică          | 9K114                             | [ 5 ]                                   | Operațional                                     |
| Model                             | Imagine            | Tip                                   | Origin                     | Versiune                          | Numar                                   | Detalii                                         |
| Tun antitanc                      |                    |                                       |                            |                                   |                                         |                                                 |
| Model                             | Imagine            | Tip                                   | Origine                    | Versiune                          | Numar                                   | Detalii                                         |
| T-12                              |                    | Tun antitanc                          | Uniunea Sovietică          | MT-12                             | [ 5 ]                                   | Operațional                                     |
| Artilerie                         |                    |                                       |                            |                                   |                                         |                                                 |
| Model                             | Imagine            | Tip                                   | Origine                    | Versiune                          | Numar                                   | Detalii                                         |
| 82 mm Model-1977                  |                    | Mortar                                | România                    | M77                               | [ 5 ]                                   | Operațional au fost peste 200                   |
| 2B11 Sani 120 mm mortar           |                    | Mortar                                | Uniunea Sovietică          | 2B11 Sani                         | [ 5 ]                                   | Operațional                                     |
| 122 mm howitzer M1938 (M-30)      |                    | Obuzier                               | Uniunea Sovietică          | M1938                             | [ 5 ]                                   | Operaționale                                    |
| 152 mm howitzer M1955             |                    | Obuzier tractat                       | Uniunea Sovietică          | D-20                              | [ 5 ]                                   | Operațional                                     |
| 152 mm 2A36                       |                    | Obuzier tractat                       | Uniunea Sovietică          | 2A36                              | [ 5 ]                                   | Operațional                                     |
| 120 mm 2S9 Nona                   |                    | Autotun                               | Uniunea Sovietică          | 2S9                               | [ 5 ]                                   | Operațional                                     |
| 220 mm 9P140                      |                    | Lansator multimplu de rachete         | Uniunea Sovietică          | 9P140                             | [ 5 ]                                   | Operațional                                     |
| Artilerie antiaeriană             |                    |                                       |                            |                                   |                                         |                                                 |
| Model                             | Imagine            | Type                                  | Origin                     | Versions                          | Numar                                   | Detalii                                         |
| 23 mm ZU-23-2                     |                    | Tun antiaerian                        | Uniunea Sovietică          | Zu-23M                            | [ 5 ]                                   | Operațional, montate si pe BTR-D                |
| 57 mm S-60                        |                    | Tun antiaerian                        | Uniunea Sovietică          |                                   | [ 5 ]                                   | Operationale                                    |
| Vehicul de recunoastere           |                    |                                       |                            |                                   |                                         |                                                 |
| Model                             | Imagine            | Type                                  | Origine                    | Versiune                          | Numar                                   | Detalii                                         |
| BMP-1                             |                    | Artilerie                             | Uniunea Sovietică          | PRP-4 Nard                        |                                         | Neoperaționale, stocate                         |
| Rachete sol-aer                   |                    |                                       |                            |                                   |                                         |                                                 |
| Model                             | Imagine            | Tip                                   | Origine                    | Versiune                          | Numar                                   | Detalii                                         |
| S-125 Neva/Pechora                |                    | Sistem de rachete sol-aer             | Uniunea Sovietică          | S-125                             |                                         | Operațional                                     |
| S-75 Dvina                        |                    | Sistem de rachete sol-aer             | Uniunea Sovietică          | S-75                              |                                         | Inoperațional                                   |
| SA-5 Gammon                       |                    | Sistem de rachete sol-aer             | Uniunea Sovietică          | S-200                             |                                         | Inoperațional                                   |

## Galerie

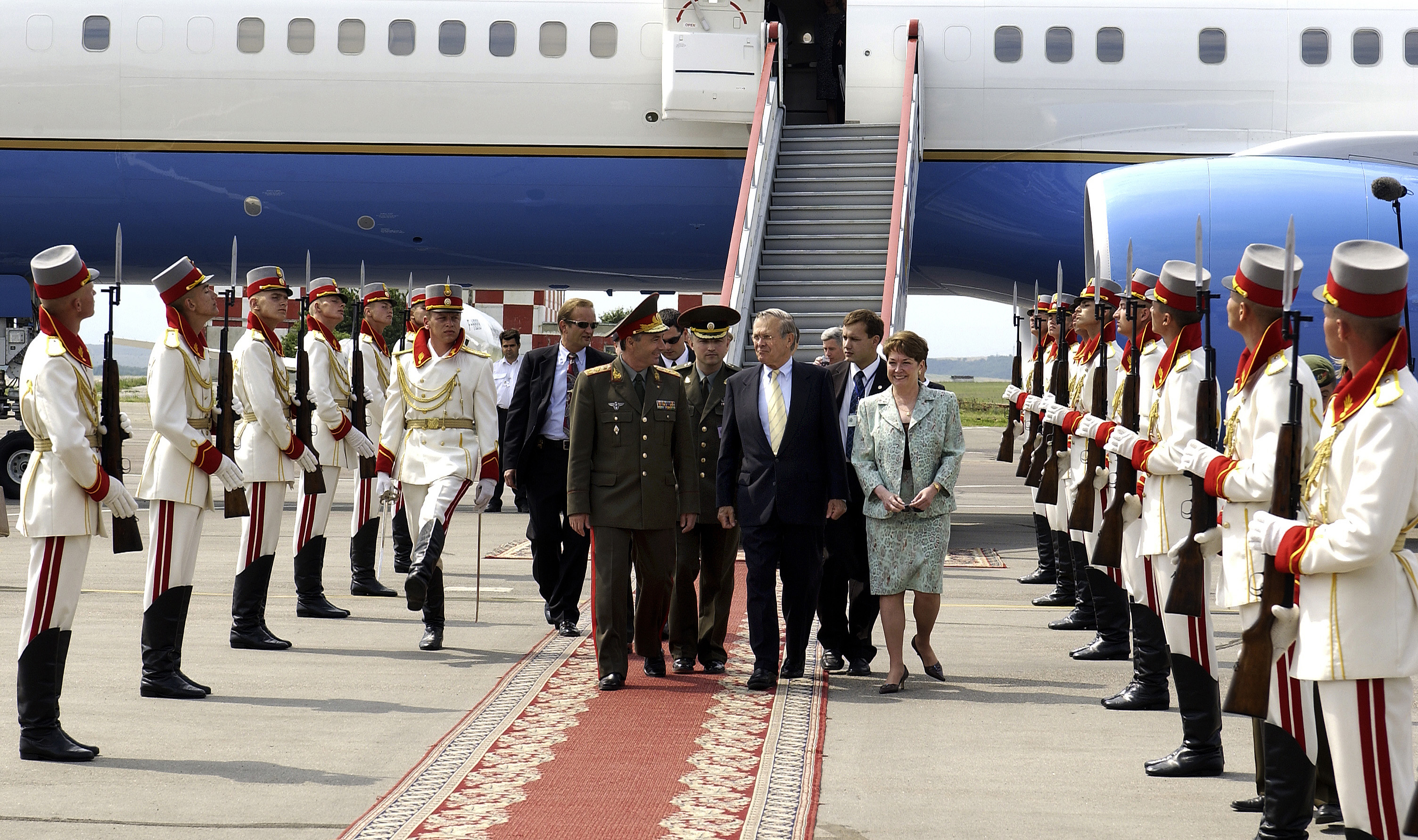
Garda de Onoare îl întâlnește pe Donald Rumsfeld (2004)
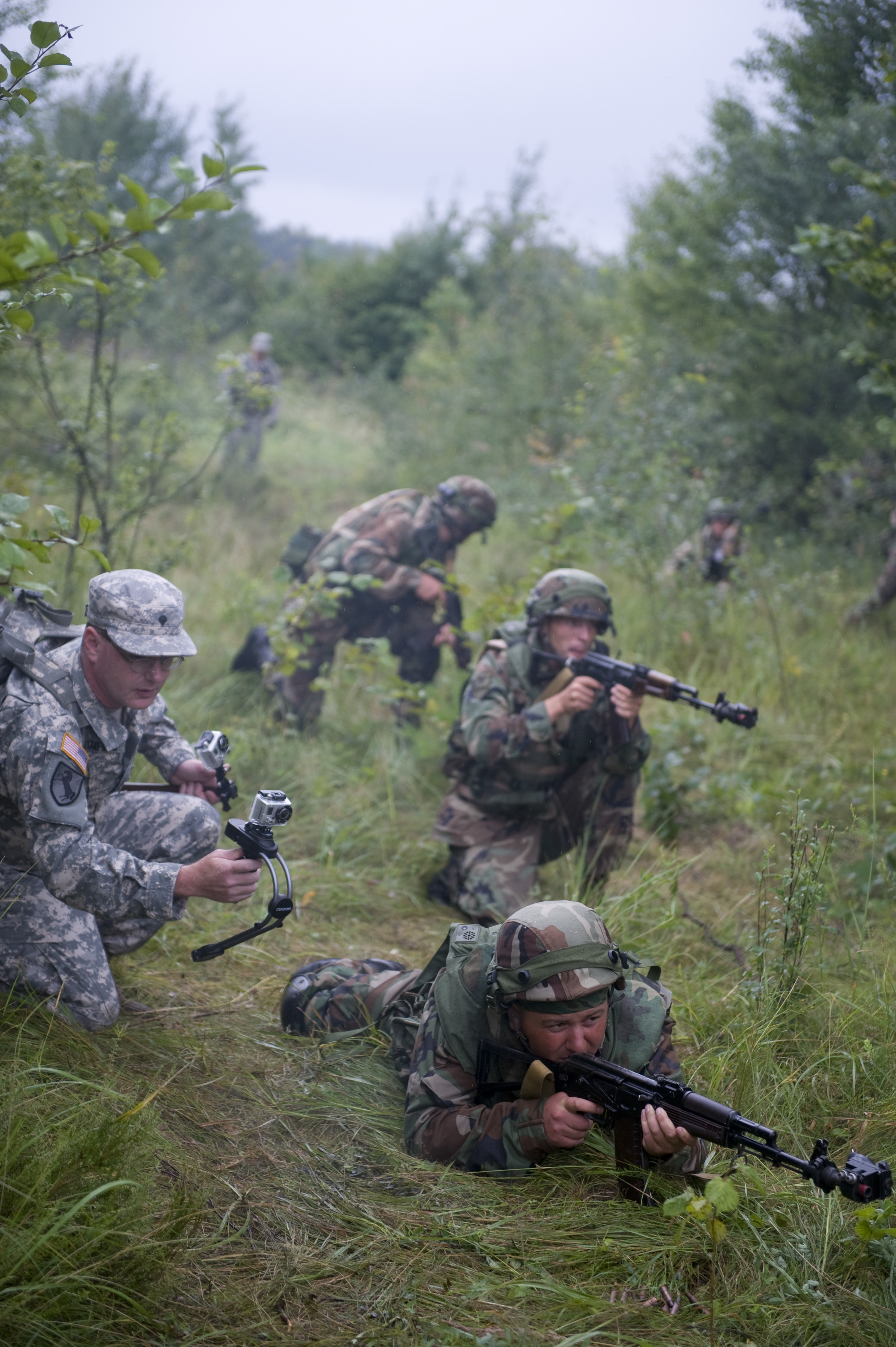
Miliatri moldoveni în timpul unui exercițiu militar în Ucraina (2011)
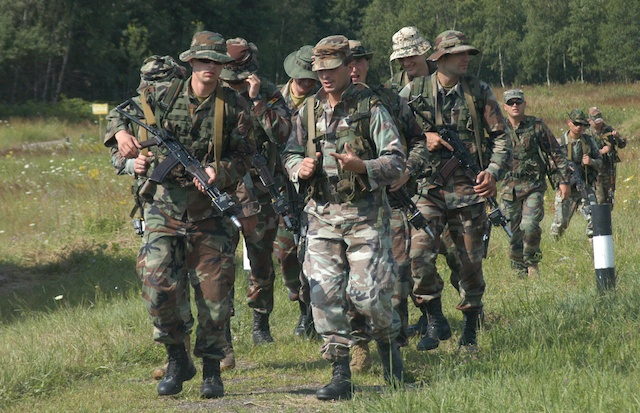
Soldați moldoveni în timpul exercițiilor militare „Rapid Trident” (2012)
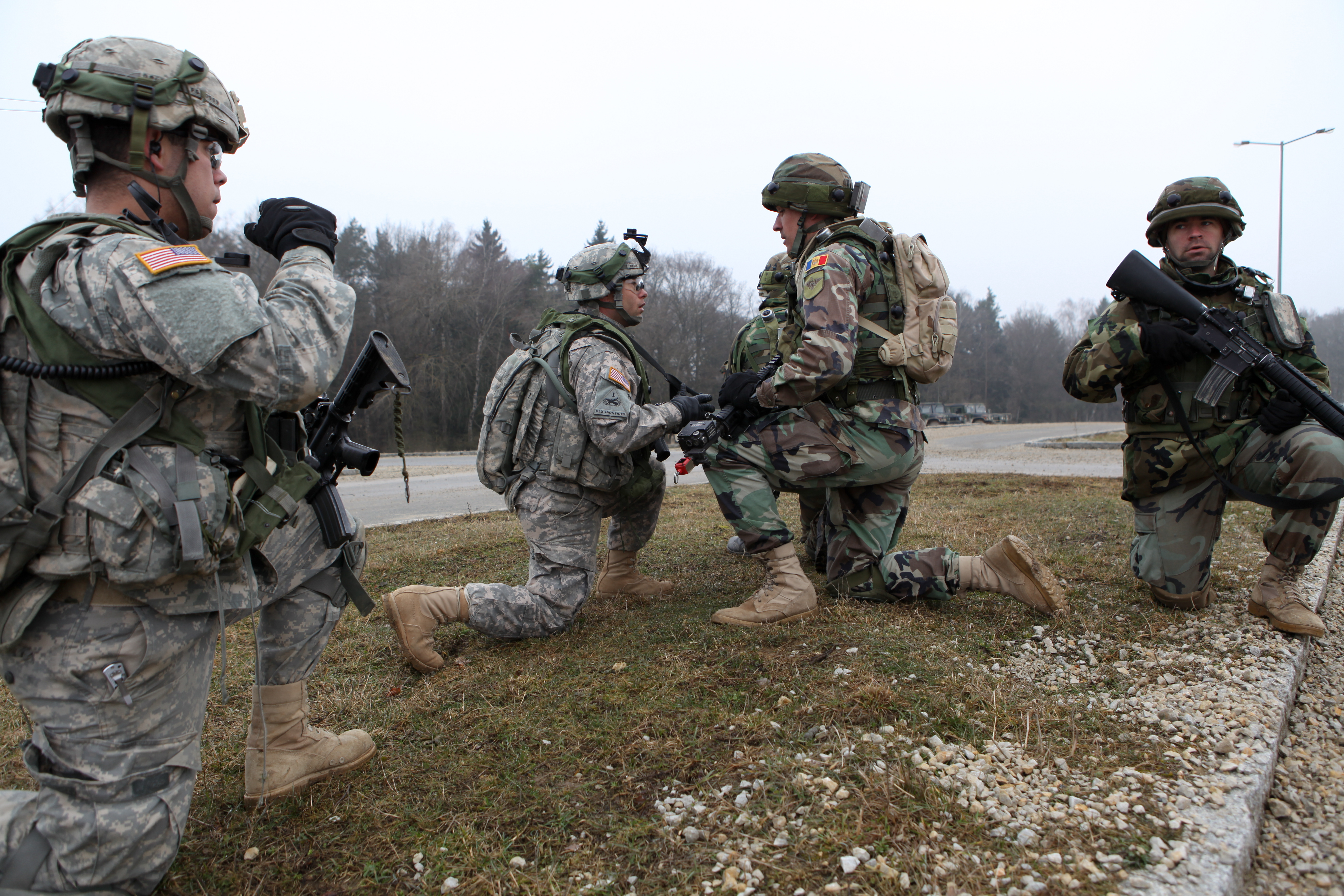
Militari moldoveni și americani în timpul unui exercițiu militar (2013)